# 油恰乡
油恰乡（藏語：ཡོས་ཕྱག་，威利转写：yos phyag），是中华人民共和国西藏自治区那曲市色尼区下辖的一个乡镇级行政单位。

## 行政区划
油恰乡下辖以下地区：
多尼村、东热龙村、拉姆庆村、晓琼村、朗玛雪村、民庆格村、嘎角村、杰多村、吉龙村和色吉村。